# Fred Beardsley
Fred Beardsley (Nottingham, 13 luglio 1856 – Plumstead, 1939) è stato un calciatore inglese, di ruolo portiere, tra i fondatori dell'Arsenal.

## Carriera
Nato a Nottingham, iniziò a lavorare in una locale fabbrica di munizioni e a giocare per il Nottingham Forest: nel 1884 ne difese la porta in FA Cup, giocando la semifinale contro i Queen's Park. Licenziato dalla sua precedente attività, trovò occupazione presso il Royal Arsenal di Woolwich continuando però a giocare saltuariamente per il Forest fino al 1889.
Con alcuni operai dell'officina Dial Square fondò il primo nucleo del club, inizialmente gestito da uno scozzese, David Danskin, che comprò il primo pallone da calcio della squadra, e da Jack Humble: Beardsley contribuì ottenendo dalla sua vecchia squadra una partita di completi rossi, dando così all'Arsenal i colori che ancora oggi compaiono sulle maglie del club. Il Dial Square giocò la sua prima partita l'11 dicembre 1886 contro gli Eastern Wanderers in un campo all'aperto nell'Isle of Dogs, vincendo per 6–0, con Beardsley titolare. Poco dopo, a Natale, il club fu rinominato Royal Arsenal.
Giocò nell'Arsenal fino al 1891, quando venne rimpiazzato da Edmund Bee, dopo aver disputato 67 gare oltre a due gare di FA Cup. Con i Reds vinse i primi trofei della storia del club, la Kent Senior Cup e la London Charity Cup nel 1889–1890 e la London Senior Cup nel 1890–1891.

## Dopo il ritiro
Ritiratosi nel 1891, fece parte del consiglio direttivo del club fino al 1910, ricoprendo anche il ruolo di osservatore. Nel 1910, il club era vicino al fallimento e andò in liquidazione volontaria prima di essere acquistato da un consorzio di uomini d'affari, il maggiore azionista dei quali era il magnate Sir Henry Norris, presidente del Fulham: Beardsley rifiutò di far parte del nuovo direttivo.